# Acerbis
Acerbis é uma empresa italiana de equipamentos esportivos, fundada em 1973, com sede em Albino, Itália.

## História
Foi fundada em 1973, como distribuidora da resina Preston Petty.

## Fornecimento e patrocínio
- Valenciennes
- Heracles Almelo